# Erik Larsson (ingenjör)
Erik Lambert Larsson, född 16 maj 1889 i Malungs socken, död 10 oktober 1959 i Kristinehamn.
Erik Larsson var son till uppfinnaren och ingenjören Albin Larsson. Han elev vid Kristinehamns allmänna läroverk och därefter 1906-1909 elev vid Örebro Tekniska Elementarskola innan han ingick som ingenjör och konstruktör vid L A Larssons gjuteri och mekaniska verkstad i Kristinehamn. 1905 följde Erik Larsson med sin far till bilutställningen i Stockholm vilket inspirerade honom till att i faderns verkstad själv bygga en bensinmotor. Motorn fungerade bra men då Albin Larsson ansåg bensinmotorer som för exklusiva att användas på vanliga fiskebåtar byggde Erik Larsson i stället en fotogenmotor som var klar 1909, lagom till att började sitt arbete vid faderns firma. Tvåtaktsmotorn med fotogendrift fick namnet Albin och kort därefter lyckades han övertyga Bröderna Larssons båtbyggeri i Kristinehamn att i stället för amerikanska bensinmotorer ta upp produktion av Albinmotorn. Erik Larsson konstruerade kort därefter en fyrtakts bensinmotor och våren 1911 fanns ett tiotal sådana färdiga. Samarbetet med båtvarvet blev alltmer omfattande och snart blev båtmotorer i olika storlekar verkstadens främsta produkt.
Fram till 1914 ritades och konstruerades firmans alla motorerna av Erik Larsson själv. Sedan han 1916 blivit verkstadsingenjör kom dock en stor del av motorerna att framställas genom serieproduktion. Erik Larsson kom dock att fortsätta att konstruera de mindre motorerna med hög effekt. 1930 tog Erik Larsson över firman som chef och ägare. Depressionen innebar en nedgång för firman, men genom lanseringen av Albins motorbrandspruta lyckades man klara den minskade efterfrågan på båtmotorer. Under 1930-talet breddades även sortimentet genom att rotationspumpar och verktygsmaskiner togs upp bland produkterna. 1938 upptog han sina fyra söner som delägare i firman som ombildades till kommanditbolaget Albin, 1942 byttes namnet till Albin motor k/b. Erik Larsson fortsatte som firmans chef fram till sin död.
Erik Larsson var även besiktningsman för motorfordon i Värmlands län 1916-1930, ledamot av styrelsen för Skånska banken och AB Sydsvenska Bankens Kristinehamnskontor 1930-1936, ledamot av styrelsen för Svenska Handelsbankens Kristinehamnskontor 1936-1959 (varav 1954-1959 som ordförande), ledamot av Kristinehamns stadsfullmäktige och drätselkammare 1935-1950 och ledamot av styrelsen för AB Bostäder 1935-1950.